# James Henry Jones
James Henry Jones (Camberwell, Londres, desembre de 1873 – Hove, Sussex, 27 de desembre de 1955) va ser un futbolista anglès que va prendre part en els Jocs Olímpics de París de 1900, on guanyà la medalla d'or com a membre de la selecció britànica, representada per l'Upton Park F.C.. Ell n'era el porter.